# Ritratto di Carlo I d'Angiò
Il Ritratto di Carlo I d'Angiò è un'opera di Arnolfo di Cambio scolpita verso il 1277 ed oggi conservata ai Musei Capitolini di Roma.
Si tratta di una statua in marmo alta circa 160 cm., anticamente collocata nella basilica di Santa Maria in Aracoeli a Roma.
Il sovrano è raffigurato seduto, su un trono con protomi leonine, con in mano i simboli regali ben in vista (corona e scettro), in un atteggiamento di maestosa dignità, ma anche di realistica fisicità.
L'opera è importante, perché, dopo gli pseudo-ritratti di Federico II risalenti alla prima metà del XIII secolo e dopo i primi ritratti per monumenti funebri (come quello di Clemente IV di Pietro di Oderisio conservato nella chiesa di San Francesco di Viterbo), Arnolfo fu il primo in Europa a scolpire un ritratto realistico di un personaggio vivente nell'epoca post-classica. Particolarmente notevole è il volto, dove si concentrarono gli sforzi dello scultore per rendere il ritratto solenne ma anche verosimile, rappresentando dettagli fisici quali i solchi del viso. 
Il "Ritratto di Federico II" è invece considerato il primo ritratto individuale dell'arte post-classica, in quanto si pensa che ritragga il vero volto dell'imperatore, seppure scolpito dopo la sua morte